# Santo Antonio do Monte
Santo Antônio do Monte és una ciutat situada a l'estat de Minas Gerais, Brasil. La seva població és d'uns 30.000 habitants. La ciutat està 194 quilòmetres de Belo Horizonte, la capital de Minas Gerais. La seva economia es basa en la producció de focs artificials i el comerç de béns de consum intern.